# Шелби (округ, Огайо)
Округ Шелби (англ. Shelby County) располагается в США, штате Огайо. По состоянию на 2010 год, численность населения составляла 49 423 человек. Был основан 1 апреля 1819 года, получил своё название в честь американского политического деятеля и губернатора штата Виргиния Исаака Шелби.

## География
По данным Бюро переписи США, общая площадь округа равняется 1 989,3 км², из которых 1 964,6 км² суша и 24,7 км² или 1,24 % это водоёмы.

## Население
По данным переписи населения 2010 года в округе проживает 49 423 жителя в составе 18 488 домашних хозяйств. Плотность населения составляет около 47,00 человек на км2. На территории округа насчитывается 20 185 жилых строений Расовый состав населения: белые — 20 185,00 %, афроамериканцы — 95,10 %, коренные американцы (индейцы) — 2,10 %, азиаты — 0,20 %, гавайцы — 1,00 %, представители других рас — 0,10 %, представители двух или более рас — 1,40 %. Испаноязычные составляли 0,10 % населения независимо от расы.
В составе 36,90 % из общего числа домашних хозяйств проживают дети в возрасте до 18 лет, 60,70 % домашних хозяйств представляют собой супружеские пары проживающие вместе, 9,30 % домашних хозяйств представляют собой одиноких женщин без супруга, 25,80 % домашних хозяйств не имеют отношения к семьям, 22,00 % домашних хозяйств состоят из одного человека, 8,90 % домашних хозяйств состоят из престарелых (65 лет и старше), проживающих в одиночестве. Средний размер домашнего хозяйства составляет 2,63 человека, и средний размер семьи 3,13 человека.
Возрастной состав округа: 28,60 % моложе 18 лет, 8,20 % от 18 до 24, 29,30 % от 25 до 44, 21,70 % от 45 до 64 и 21,70 % от 65 и старше. Средний возраст жителя округа 35 лет. На каждые 100 женщин приходится 98,60 мужчин. На каждые 100 женщин старше 18 лет приходится 96,40 мужчин.
Средний доход на домохозяйство в округе составлял 48 475 USD, на семью — 51 331 USD. Среднестатистический заработок мужчины был 36 212 USD против 24 470 USD для женщины. Доход на душу населения составлял 20 255 USD. Около 5,30 % семей и 6,70 % общего населения находились ниже черты бедности, в том числе — 8,30 % молодежи (тех, кому ещё не исполнилось 18 лет) и 5,30 % тех, кому было уже больше 65 лет.